# Dascillocyphon obscuripennis
Dascillocyphon obscuripennis is een keversoort uit de familie frambozenkevers (Byturidae). De wetenschappelijke naam van de soort is voor het eerst geldig gepubliceerd in 1938 door Pic.